# 泉宏之
泉 宏之（いずみ ひろゆき、1960年 - ）は日本の会計学者。横浜国立大学大学院国際社会科学研究院教授。日本簿記学会会長。日本簿記学会学会賞受賞。

## 人物・経歴
秋田県横手市生まれ。秋田県立秋田高等学校を経て、1984年横浜国立大学経営学部会計学科卒業。1987年横浜国立大学大学院経営学研究科修士課程修了。1990年一橋大学大学院商学研究科博士課程単位取得満期退学。同年横浜国立大学経営学部専任講師。1991年横浜国立大学経営学部助教授。2004年横浜国立大学経営学部教授。
横浜国立大学大学院大学院国際社会科学研究院国際社会科学部門教授を経て、国際社会科学研究院長を務め、2018年には横浜国立大学法科大学院統括として、長谷部勇一学長や、大門正克副学長、荒木一郎教授とともに会見を開き、首都圏の国立大学では初めてとなる法科大学院の募集停止を発表した。
専門は簿記および財務会計で、2005年には原俊雄助教授、高橋賢助教授と共同で第17回日本簿記学会学会賞を受賞。2014年から2017年まで日本簿記学会副会長。2021年から2024年まで日本簿記学会会長。

## 著書
- 『簿記論の要点整理』中央経済社 1997、第2版1999、第3版2001、第6版2008、第10版2018、他
- 『ケースブック簿記会計入門』新世社 2002